# Big Brother 24 (Estados Unidos)
Big Brother 24 é a vigésima quarta temporada do reality show americano Big Brother . A temporada estreou em 6 de julho de 2022. Apresentado por Julie Chen Moonves, o programa segue um grupo de participantes (conhecidos como HouseGuests), que vivem juntos em uma casa enquanto são constantemente filmados e não têm comunicação com o mundo exterior enquanto competem para ganhar um grande prêmio de $750,000 .

## Produção

### Desenvolvimento
Big Brother 24 é co-produzido pelas produtoras Endemol Shine North America e Fly On The Wall Entertainment. A temporada foi confirmada pela primeira vez após a conclusão da temporada anterior em um anúncio conjunto que também confirmou que o Celebrity Big Brother seria revivido para uma terceira temporada . A apresentadora Julie Chen Moonves retornou para a temporada junto com os produtores executivos Allison Grodner e Rich Meehan. A seleção de elenco para a temporada começou em fevereiro de 2022 e foi concluída por volta de junho de 2022. Não foram realizadas audições abertas para esta temporada devido a restrições implementadas em resposta à pandemia de COVID-19 . Jesse Tannenbaum voltou a liderar os esforços de elenco para Big Brother 24.
Em 1º de junho de 2022, a CBS anunciou que a temporada estrearia em 6 de julho de 2022, com confirmação em 15 de junho de 2022 de uma estreia ao vivo de 90 minutos. Embora tenha sido especulado que o público ao vivo retornaria com capacidade total após duas temporadas de ausência devido a restrições de pandemia, essa ideia seria descartada. A arte principal da temporada foi lançada em 15 de junho de 2022.

### Prêmio
O vencedor da série, determinado pelos HouseGuests previamente despejados, ganha $ 750.000, enquanto o segundo colocado recebe $ 75.000. O HouseGuest selecionado como o HouseGuest favorito da América recebe $ 50.000.

A sala de estar com estilo de meados do século

A casa está localizada no CBS Studio Center em Los Angeles, Califórnia . Como nas temporadas anteriores, a casa está equipada com 94 câmeras HD e mais de 113 microfones. Fotos e um tour em vídeo da casa foram divulgados pela CBS em 5 de julho de 2022. Alternativamente conhecido como o "BB Motel", Julie Chen Mooves descreveu o tema da casa como um "oásis colorido no deserto inspirado em Palm Springs e uma explosão do passado, estilo de meados do século ". Um quarto com temática de golfe tem modelos de mini carrinhos de golfe alinhados ao longo das paredes, com as camas com cabeceiras compostas por AstroTurf . Um segundo quarto é decorado com detalhes alusivos aos designs dos carros da década de 1950, incluindo retratos dos designs dos carros e camas com cabeceiras compondo painéis de carros antigos. O quarto temático da era espacial apresenta modelos pendurados de Vênus, Terra e Saturno . A cozinha possui uma placa com a inscrição "TV a cores" e uma marquise com a inscrição "motel".

## Convidados
Os HouseGuests para a vigésima quarta temporada foram revelados em 5 de julho de 2022. A US Weekly publicou uma série de entrevistas com o elenco no mesmo dia. Antes da revelação, a CBS exibiu um teaser com vários clipes de voz dos HouseGuests. O elenco inclui a Miss Michigan USA 2021 e a concorrente da Miss USA 2021 Taylor Hale. Marvin Achi, um engenheiro de processamento químico de 28 anos de Houston, Texas estava entre os dezesseis HouseGuests inicialmente previstos para a temporada, mas foi removido do elenco por razões não reveladas. É amplamente especulado que, devido a conflitos contratuais não resolvidos decorrentes de sua aparição na 17ª temporada de America's Got Talent , ele não pôde competir, resultando em sua remoção do elenco. Ele foi substituído por Joseph Abdin.
| Nome                    | Idade na entrada | Ocupação                        | Residência                 | Dia inserido | Dia encerrado | Resultado |
| ----------------------- | ---------------- | ------------------------------- | -------------------------- | ------------ | ------------- | --------- |
| Alyssa Snider           | 24               | Representante de marketing      | Siesta Key, Florida        | 1            |               |           |
| Ameerah Jones           | 31               | Designer de conteúdo            | Westminster, Maryland      | 1            |               |           |
| Aros da Bretanha        | 32               | Hipnoterapeuta                  | Austin, Texas              | 1            |               |           |
| Daniel Durston          | 35               | artista de Las Vegas            | Las Vegas, Nevada          | 1            |               |           |
| Indiana "Indy" Santos   | 31               | Comissária de bordo corporativa | Los Angeles, California    | 1            |               |           |
| Jasmine Davis           | 29               | Empreendedor                    | Atlanta, Georgia           | 1            |               |           |
| Joe "Pooch" Pucciarelli | 24               | Assistente técnico de futebol   | Boca Raton, Florida        | 1            |               |           |
| José Abdin              | 24               | Advogado                        | Lake Worth Beach, Florida  | 1            |               |           |
| Kyle Capener            | 29               | Desempregado                    | Bountiful, Utah            | 1            |               |           |
| Matthew "Turner" Turner | 23               | Dono de brechó                  | New Bedford, Massachusetts | 1            |               |           |
| Michael Bruner          | 28               | Advogado                        | Rochester, Minnesota       | 1            |               |           |
| Monte Taylor            | 27               | Treinador pessoal               | Bear, Delaware             | 1            |               |           |
| Nicole Layog            | 41               | Chef particular                 | Fort Lauderdale, Florida   | 1            |               |           |
| Paloma Aguilar          | 22               | Designer de interiores          | San Marcos, California     | 1            |               |           |
| Taylor Hale             | 27               | Estilista pessoal               | West Bloomfield, Michigan  | 1            |               |           |
| Terrance Higgins        | 47               | Operador de ônibus              | Chicago, Illinois          | 1            |               |           |